# Cayo Dilio Aponiano
Cayo o Gayo Dilio Aponiano (en latín: Gaius Dillius Aponianus), fue un senador romano que vivió en el siglo I, y desarrolló su carrera política bajo los imperios de Nerón y Vespasiano.

## Orígenes y carrera
Natural de la colonia Patricia Corduba (Córdoba, España), capital de la provincia senatorial de Bética, estaba emparentado con el también senador cordubés Cayo Dilio Vócula.
Conocemos su carrera, de forma incompleta, a través de un pedestal con inscripción procedente de su localidad natal, que se desarrolla de la siguiente forma:

C(aio) Dillio L(uci) f(ilio) A(uli) n(epoti)

Ser(gia) Aponian[o]

[t]rib(uno) mil(itum) leg(ionis) II[II]

Mac(edonicae) IIIvir(o) ca[pi]/[ta]li quaestori p[ro] 4

[vi]nc(iae) Siciliae trib(uno) [pl(ebis)]

[pr]aetori leg(ato)

[Imp(eratoris)] Caesaris Vespa[sian(i)]

[Au]g(usti) leg(ionis) III Galli[cae] 8

[---] leg(ato) pro pr(aetore) [---- 

Su carrera comenzó como tribuno laticlavio de la Legio IV Macedonica en su campamento de Mogontiacum (Maguncia, Alemania) en el distrito militar de Germania Superior a comienzos de los 60 del siglo I, para pasar a desempeñar en Roma el cargo de triunviro capital dentro del vigintivirato. Su primera magistratura regular fue la cuestura, asignado al procónsul de la provincia senatorial Sicilia. De vuelta a Roma, sucesivamente, fue tribuno de la plebe y pretor, antes del suicidio de Nerón en 68.
Declarada la guerra civil del año de los cuatro emperadores, Aponiano se declaró partidario de Vespasiano, quien lo envió como legado a la Legio III Gallica en Oescus en Moesia a mediados de 69; al frente de esta unidad, a las órdenes de Marco Antonio Primo, penetró en Italia con las tropas danubianas para luchar contra el ejército de Vitelio. Debió participar en la segunda batalla de Bedriacum y como premió a su fidelidad, Vespasiano lo nombró inmediatamente gobernador de una provincia desconocida.
Su siguiente cargo fue el de cónsul sufecto, lo que no aparece en la inscripción que desarrolla su carrera, ya que está rota a parir del gobierno provincial, pero debió desempeñar este cargo antes de 73, porque en ese año era curator riparum et alvei Tiberis, encargado de supervisar el cuidado de la orillas del río Tíber en Roma para prevenir los efectos de las inundaciones, honor que estaba reservado a senadores de rango consular.